# Mario Ciceri
Mario Ciceri (ur. 8 września 1900 w Veduggio, zm. 4 kwietnia 1945 w Vimercate) – włoski duchowny katolicki, błogosławiony Kościoła katolickiego.

## Życiorys
Urodził się w 1900 roku w Veduggio w archidiecezji mediolańskiej jako czwarte z sześciorga dzieci Luigiego Ciceri i Colomby Vimercati. Rodzina Mario było bardzo religijna. Sakrament bierzmowania przyjął w maju 1908 roku, natomiast do I Komunii Świętej przystąpił dwa lata później. W wieku 11 lat rozpoczął naukę w Valnegrze. W 1912 roku wstąpił do niższego seminarium duchownego archidiecezji mediolańskiej. Po jego ukończeniu rozpoczął studia w wyższym seminarium. 14 czerwca 1924 otrzymał święcenia kapłańskie w katedrze w Mediolanie z rąk kardynała Eugenio Tosi. Po święceniach został mianowany wikarym parafii w Sulbiate. Przez wiele lat pełnił tam posługę. Założył Akcję Katolicką w parafii, opiekował się oratorium, prowadził działalność duszpasterską wśród młodzieży, cechował się szczególną wrażliwością wobec osób biednych i chorych. 9 lutego 1945 roku, gdy wracał rowerem do Sulbiate z Verderio, gdzie spowiadał, został potrącony przez samochód, którego kierowca nie zatrzymał się, aby mu pomóc. Znaleziony kilka godzin po tym wydarzeniu został przetransportowany do szpitala w Vimercate. Zmarł tamże 4 kwietnia 1945.
23 listopada 2020 roku papież Franciszek podpisał dekret zatwierdzający cud za jego wstawiennictwem, co otworzyło drogę do jego beatyfikacji, która odbyła się 30 kwietnia 2022 roku w Mediolanie razem z Armidą Barelli.
Jego wspomnienie liturgiczne obchodzone jest 14 czerwca.